# Sammy Orpheus
Pour plus de détails, voir Fiche technique et Distribution.
Sammy Orpheus ou The Pied Piper of the Jungle est un film muet américain réalisé par Colin Campbell et sorti en 1912.

## Fiche technique
- Réalisation : Colin Campbell
- Scénario : Lanier Bartlett
- Production : William Nicholas Selig
- Date de sortie : États-Unis : 19 décembre 1912

## Distribution
- Tom Santschi : Sammy Orpheus
- Frank Richardson
- Charles E. 'Bunny' Feehan
- George Hernandez
- Bessie Eyton
- Eugenie Besserer
- Lillian Hayward
- Toodles, l'éléphant